# Loopfiets

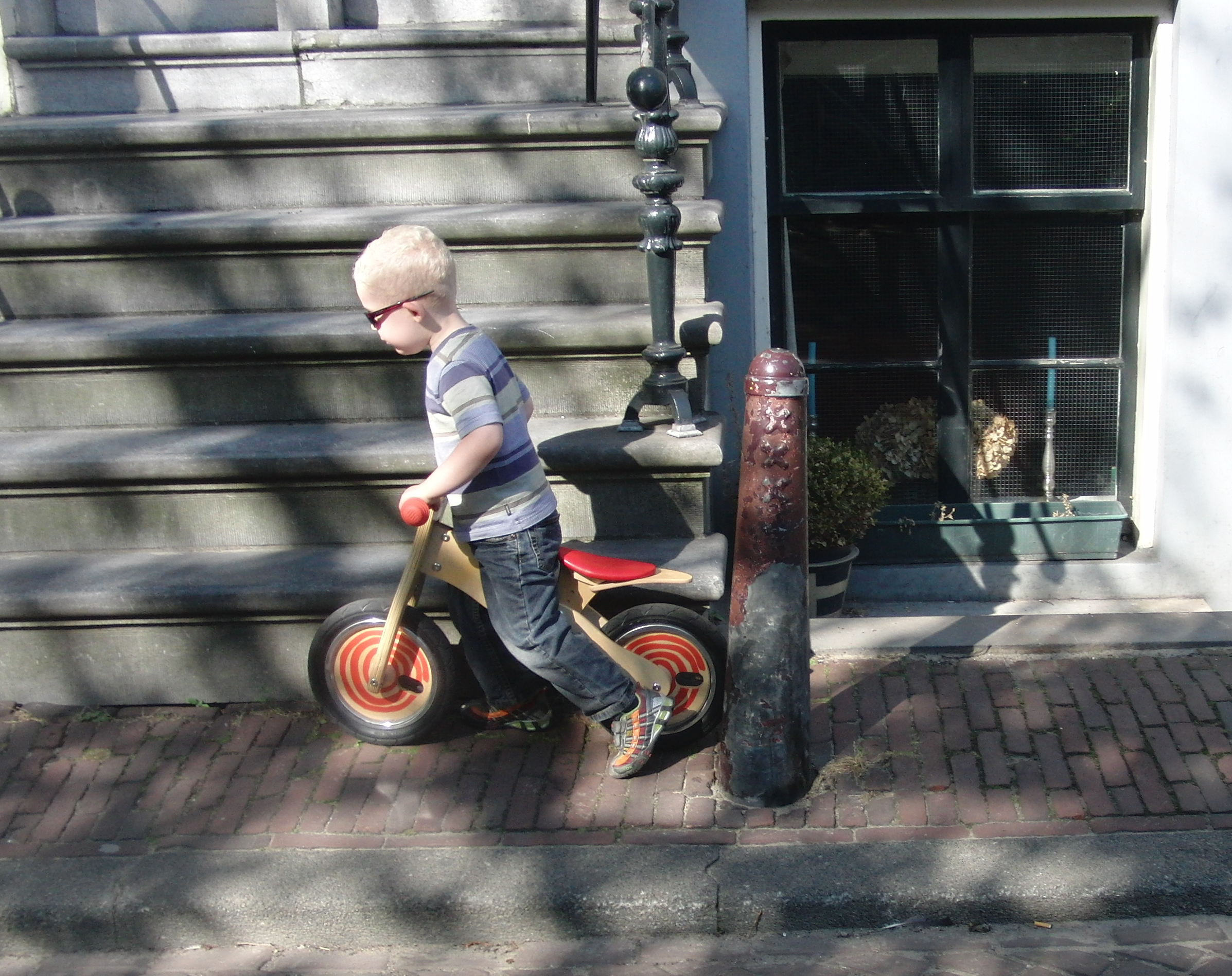
Jongetje met een loopfiets

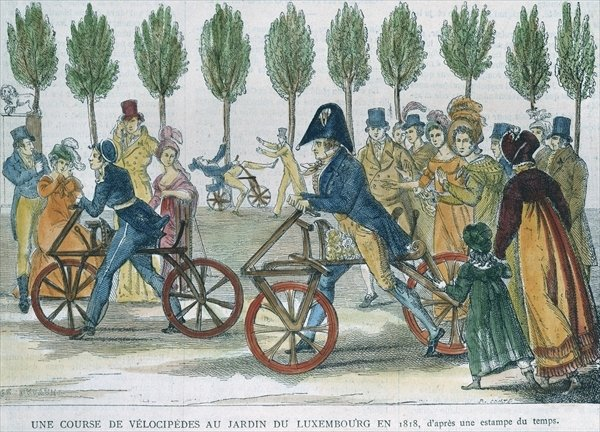
Wedstrijd met loopfietsen in de Jardin du Luxembourg, 1818

Een loopfiets is een fiets zonder trappers waarop men zich voortbeweegt door al zittend op de tweewieler met de benen over de grond te stappen of te steppen. De eerste fietsen in de geschiedenis van de fiets waren allemaal loopfietsen. De draisine is een voorbeeld van een vroeg-19e-eeuwse loopfiets. Door de voeten alleen te gebruiken om af te zetten (zoals bij steppen) en het voertuig tussen de stappen door goed te laten rollen, zijn met weinig moeite snelheden te bereiken vergelijkbaar met die van een hardloper.
Tegenwoordig is de loopfiets populair als speelgoed en oefenmiddel voor jonge kinderen (vanaf ca. 2 jaar oud) die nog niet goed kunnen fietsen. Hoewel er al in de negentiende eeuw kinderloopfietsen waren, kwamen ze lange tijd weinig voor. Sinds het einde van de twintigste eeuw zijn ze opgekomen als alternatief voor driewielers en fietsen met zijwieltjes. Het verschil is de volgorde waarin het kind de vaardigheden leert die bij het fietsen horen: eerst het gebruik van de trappers of eerst het evenwicht houden.
Gemoderniseerde versies van de loopfiets worden ook gebruikt als revalidatiehulpmiddel of als alternatief voor de rollator, met het voordeel dat de gebruiker erbij kan zitten, de benen dus minder belast en toch in beweging blijft.
Tegenwoordig wordt het woord 'loopfiets' soms ook gebruikt voor een heel ander soort vervoermiddel: het ziet eruit als een brede step maar heeft een ingebouwde loopband waarmee de gebruiker de wielen aandrijft, in combinatie met elektrische ondersteuning. In dit geval zou juist de afwezigheid van een zadel (en dus van zadelpijn) een voordeel zijn boven een gewone (elektrische) fiets.